# Marthe Vinot
Marthe Vinot (8 de diciembre de 1894 – 13 de julio de 1974) fue una actriz francesa de cine, activa en la época del cine mudo.

## Biografía
Su verdadero nombre era Marthe Lagrange, y nació en París, Francia. 
Desarrolló su carrera exclusivamente en los años del cine mudo, retirándose de la pantalla en 1924. Su primer papel en el cine llegó con el film dirigido por Louis Feuillade André Chénier (1909), de la Gaumont Film Company. Sería la primera de numerosas colaboraciones con Feuillade, aunque también trabajó con Luitz-Morat y Henri Diamant-Berger, entre otros directores.
Ella había estado casada con el actor teatral y cinematográfico Maurice Vinot muerto en 1916 en combate durante la Primera Guerra Mundial luchando en las filas del Ejército Francés. Posteriormente se casó con el actor y director Pierre Blanchar, con el que tuvo una hija, Dominique Blanchar, también actriz.
Marthe Vinot falleció en París, Francia, en 1974.

## Filmografía
| - 1909 : André Chénier, de Louis Feuillade - 1911 : Le Destin des mères, de Louis Feuillade - 1911 : La Suspicion, de Louis Feuillade - 1912 : L'Anneau fatal, de Louis Feuillade - 1912 : Le Mort vivant, de Louis Feuillade - 1912 : Le Proscrit, de Louis Feuillade - 1912 : Bébé, Bout de Zan et le Voleur, de Louis Feuillade - 1912 : Bébé et la Gouvernante, de Louis Feuillade - 1912 : Bébé et le Financier, de Louis Feuillade - 1912 : Le Château de la peur, de Louis Feuillade - 1912 : Les Cloches de Pâques, de Louis Feuillade - 1912 : La Douleur de Chopin (anónimo) - 1912 : La Maison des lions, de Louis Feuillade - 1912 : Le Nain, de Louis Feuillade - 1912 : La Préméditation, de Louis Feuillade - 1912 : Les Yeux ouverts, de Louis Feuillade - 1912 : Les Yeux qui meurent, de Louis Feuillade - 1913 : Juve contre Fantômas, de Louis Feuillade - 1913 : L'Angoisse, de Louis Feuillade - 1913 : Bout de Zan chanteur ambulant, de Louis Feuillade - 1913 : L'Effroi, de Louis Feuillade | - 1913 : Le Mariage de Miss Nelly, de Louis Feuillade - 1914 : Severo Torelli, de Louis Feuillade - 1914 : Le Calvaire, de Louis Feuillade - 1914 : Les Fiancés de Séville, de Louis Feuillade - 1915 : Le Blason, de Louis Feuillade - 1915 : Son or, de Gaston Ravel - 1915 : Jeunes filles d'hier et d'aujourd'hui, de Louis Feuillade - 1915 : Le Collier de perles, de Louis Feuillade - 1915 : L'Escapade de Filoche, de Louis Feuillade - 1915 : Madame Fleur de Neige, de Gaston Ravel - 1916 : La Danseuse voilée, de Maurice Mariaud - 1916 : Un mariage de raison, de Louis Feuillade - 1916 : Le Crépuscule du cœur, de Maurice Mariaud - 1918 : L'Obstacle, de Jean Kemm - 1920 : La Falaise, de Paul Barlatier - 1920 : Le Gage, de Paul Barlatier - 1921 : Fleur des neiges, de Paul Barlatier - 1921 : La Proie, de Marcel Dumont - 1922 : Le Sang d'Allah, de Luitz-Morat - 1922 : Vingt ans après, de Henri Diamant-Berger - 1924 : Surcouf, de Luitz-Morat |